# Michotamia deceptus
Michotamia deceptus är en tvåvingeart som beskrevs av Scarbrough och Hill 2000. Michotamia deceptus ingår i släktet Michotamia och familjen rovflugor. Inga underarter finns listade i Catalogue of Life.